# (6415) 1993 VR3
(6415) 1993 VR3 es un asteroide perteneciente al cinturón de asteroides, región del sistema solar que se encuentra entre las órbitas de Marte y Júpiter, descubierto el 11 de noviembre de 1993 por Seiji Ueda y el astrónomo Hiroshi Kaneda desde el Kushiro Marsh Observatory, Hokkaido, Japón.

## Designación y nombre
Designado provisionalmente como 1993 VR3.

## Características orbitales
1993 VR3 está situado a una distancia media del Sol de 3,146 ua, pudiendo alejarse hasta 3,594 ua y acercarse hasta 2,698 ua. Su excentricidad es 0,142 y la inclinación orbital 4,107 grados. Emplea 2038,20 días en completar una órbita alrededor del Sol.
Los próximos acercamientos a la órbita de Júpiter ocurrirán el 28 de agosto de 2092, el 20 de enero de 2103 y el 12 de junio de 2113.
Pertenece a la familia de asteroides de (10) Hygiea.

## Características físicas
La magnitud absoluta de 1993 VR3 es 12,71. Tiene 15,848 km de diámetro y su albedo se estima en 0,077.